# Jombang
Jombang – miasto w Indonezji na Jawie w prowincji Jawa Wschodnia nad rzeką Brantas; ośrodek administracyjny dystryktu Jombang; 129 tys. mieszkańców (2006).
Ośrodek przemysłu spożywczego i metalowego; węzeł drogowy.